# Los Angeles Clippers 2012-2013
La stagione 2012-13 dei Los Angeles Clippers fu la 43ª nella NBA per la franchigia.
I Los Angeles Clippers vinsero la Pacific Division della Western Conference con un record di 56-26. Nei play-off persero il primo turno con i Memphis Grizzlies (4-2).

## Roster
| N° | Naz.                   | Ruolo | Sportivo         | Anno | Alt. | Peso |
| -- | ---------------------- | ----- | ---------------- | ---- | ---- | ---- |
| 1  | Stati Uniti (bandiera) | G     | Chauncey Billups | 1976 | 191  | 92   |
| 2  | Stati Uniti (bandiera) | G     | Maalik Wayns     | 1991 | 188  | 91   |
| 3  | Stati Uniti (bandiera) | G     | Chris Paul       | 1985 | 183  | 79   |
| 5  | Stati Uniti (bandiera) | A     | Caron Butler     | 1980 | 201  | 98   |
| 6  | Stati Uniti (bandiera) | C     | DeAndre Jordan   | 1988 | 211  | 113  |
| 7  | Stati Uniti (bandiera) | A     | Lamar Odom       | 1979 | 208  | 100  |
| 11 | Stati Uniti (bandiera) | G     | Jamal Crawford   | 1980 | 198  | 84   |
| 12 | Stati Uniti (bandiera) | G     | Eric Bledsoe     | 1989 | 185  | 86   |
| 15 | Stati Uniti (bandiera) | C     | Ryan Hollins     | 1984 | 213  | 104  |
| 21 | Francia (bandiera)     | C     | Ronny Turiaf     | 1983 | 208  | 116  |
| 22 | Stati Uniti (bandiera) | A     | Matt Barnes      | 1980 | 201  | 107  |
| 32 | Stati Uniti (bandiera) | A     | Blake Griffin    | 1989 | 208  | 114  |
| 33 | Stati Uniti (bandiera) | A     | Grant Hill       | 1972 | 203  | 102  |
| 34 | Stati Uniti (bandiera) | G     | Willie Green     | 1981 | 193  | 91   |
| 35 | Stati Uniti (bandiera) | A     | DaJuan Summers   | 1988 | 203  | 109  |

## Staff tecnico
- Allenatore: Vinny Del Negro
- Vice-allenatori: Marc Iavaroni, Robert Pack, Bob Ociepka
- Vice-allenatori per lo sviluppo dei giocatori: Dave Severns, Howard Eisley
- Preparatore fisico: Richard Williams
- Preparatore atletico: Jasen Powell
- Assistente preparatore atletico: Joe Resendez